# Nghiêm Xuân Yêm
Nghiêm Xuân Yêm (10 tháng 3 năm 1913 – 2001) là một kĩ sư nông nghiệp và chính khách Việt Nam. Ông là Tổng Thư ký Đảng Dân chủ Việt Nam trong 30 năm (1958–1988). Ông từng giữ chức vụ Bộ trưởng ngành Nông nghiệp trong chính phủ Việt Nam Dân chủ Cộng hòa như Bộ trưởng Bộ Canh nông (1954), Bộ Nông Lâm (1955), Bộ Nông nghiệp (1960–1963), Bộ Nông trường (1963–1971)

## Thân thế và sự nghiệp
Ông sinh ngày 10 tháng 3 năm 1913 tại xã Tây Mỗ, huyện Từ Liêm (nay là phường Tây Mỗ), thành phố Hà Nội. Gia tộc Nghiêm Xuân của ông vốn có truyền thống khuyến học và đỗ đạt cao. Ảnh hưởng truyền thống này, sau khi tốt nghiệp trung học, ông được cấp học bổng và đỗ thủ khoa khóa đầu tiên của Trường Cao đẳng Nông Lâm Hà Nội.
Thời gian học cao đẳng, ông cũng nhận dạy học ở trường Trung học tư thục Thăng Long, thường xuyên thể hiện ủng hộ các phong trào yêu nước của thanh niên, chống quyền thống trị của thực dân Pháp
Năm 1941, sau khi tốt nghiệp Kỹ sư Canh nông, ông từ chối làm công chức cho chính quyền thuộc địa. Sau khi lập gia đình, ông cùng vợ lên lập đồn điền khai thác nông lâm ở Thái Nguyên để kiếm tiền trả lại học bổng cho chính quyền thực dân. Ông cùng bạn bè là các ông Dương Đức Hiền, Vũ Đình Hòe, Đỗ Đức Dục, Phan Anh... tham gia phong trào thanh niên - sinh viên yêu nước, thể hiện thái độ ủng hộ phong trào Việt Minh.
Ông cũng thường xuyên tham gia viết bài trên báo Thanh Nghị. Các bài báo của ông chuyên viết về nông nghiệp, gắn với đời sống, tâm tư của nông dân và trách nhiệm của người trí thức với nghề nông nước nhà. Về việc chấn hưng nền nông nghiệp ông đặc biệt quan tâm đến vấn đề người nông dân không có ruộng và ít ruộng, vấn đề chống độc canh cây lúa, vấn đề đưa ngành chăn nuôi thành ngành đi đôi với trồng trọt, việc lai giống, việc dẫn thủy nông nhập điền...

## Quá trình hoạt động cách mạng
Ông tham gia phong trào Việt Minh và vào Đảng Dân chủ Việt Nam, từ tháng 6 năm 1944.
Sau Cách mạng tháng 8, ông được Chính phủ Cách mạng lâm thời Việt Nam Dân chủ Cộng hòa cử giữ chức vụ Giám đốc Nha Nông Lâm Súc thuộc Bộ Canh nông. Ông cùng các đồng nghiệp ra báo Tấc đất, hướng dẫn nông dân canh tác, tuyên truyền giải quyết nạn đói.
Khi Toàn quốc kháng chiến nổ ra, ông được cử làm Trưởng ban Canh nông Liên khu I. Năm 1947, ông được bổ nhiệm làm Thứ trưởng Bộ Canh nông.
Năm 1950, ông được bầu làm Ủy viên Ban chấp hành Trung ương Đảng Dân chủ Việt Nam.
Tháng 3 năm 1954, ông được bổ nhiệm làm Bộ trưởng Bộ Canh nông.
Sau khi chính phủ Việt Nam Dân chủ Cộng hòa tiếp quản hoàn toàn miền Bắc, chính phủ được cải tổ lại tháng 9 năm 1955, ông được bổ nhiệm làm Bộ trưởng Bộ Nông lâm. Các thứ trưởng là Hồ Viết Thắng, Nguyễn Tạo, Lê Duy Trinh.
Giữa năm 1958, ông được bầu làm Tổng Thư ký Đảng Dân chủ Việt Nam và giữ chức vụ này trong suốt 30 năm cho đến khi đảng này giải thể. Thời gian 1958–1965 ông được cử làm Ủy viên Ủy ban Khoa học Nhà nước .
Giữa năm 1960, ông được bầu làm Đại biểu Quốc hội khoá II. Chính phủ chia Bộ Nông lâm thành Bộ Nông nghiệp, Bộ Nông trường, Tổng cục Lâm nghiệp, Tổng cục Thủy sản. Ông được bổ nhiệm làm Bộ trưởng Bộ Nông nghiệp.
Đến tháng 1 năm 1963, ông được đổi sang làm Bộ trưởng Bộ Nông trường.
Tháng 4 năm 1971, ông được điều sang giữ chức Phó Chủ nhiệm thường trực Ủy ban Nông nghiệp Trung ương, hàm Bộ trưởng.
Sau khi Việt Nam thống nhất, ông được bổ nhiệm làm Bộ trưởng phụ trách Khoa học và Kỹ thuật Nông nghiệp. Tại khóa VII, ông được bầu làm Phó Chủ tịch Quốc hội Việt Nam.
Năm 1988, Đảng Dân chủ Việt Nam tuyên bố giải thể, ông gia nhập Đảng Cộng sản Việt Nam và được bầu làm Ủy viên Đoàn Chủ tịch, sau đó là Ủy viên danh dự Đoàn Chủ tịch Ủy ban Trung ương Mặt trận Tổ quốc Việt Nam..
Ông chính thức nghỉ công tác vào năm 1992 và mất năm 2001.

## Vinh danh
Ông được Nhà nước Việt Nam trao tặng Huân chương Sao Vàng, Huân chương Hồ Chí Minh, Huân chương Kháng chiến hạng nhất, Huân chương chống Mỹ cứu nước hạng nhất, Huy chương "Vì sự nghiệp đoàn kết toàn dân".
Năm 2010, nhân dịp kỉ niệm 1000 năm Thăng Long – Hà Nội, Hội đồng nhân dân TP Hà Nội đặt tên đường Nghiêm Xuân Yêm bắt đầu từ cầu Dậu đến nút giao Tân Triều thuộc phường Đại Kim, quận Hoàng Mai và xã Tân Triều, huyện Thanh Trì.